# Земник
Зе́мник (приземник, долівка, вугільна долівка), (рос. земник, англ. floor coal, ground coal; нім. Sohlenkohle) — пачка вугілля незначної потужності, що залишається біля підошви після роботи виконавчого органу гірничої машини.